# Oplećani
Oplećani (en cyrillique : Оплећани) est un village de Bosnie-Herzégovine. Il est situé dans la municipalité de Tomislavgrad, dans le canton 10 et dans la fédération de Bosnie-et-Herzégovine. Selon les premiers résultats du recensement bosnien de 2013, il compte 378 habitants.

## Géographie
Le village est situé dans les faubourgs ouest de Tomislavgrad, sur les bords de la Šuica, une rivière qui coule sur le poljé de Duvno.

## Démographie

### Évolution historique de la population dans la localité
| 1948 | 1953 | 1961 | 1971 | 1981 | 1991 | 2013 |
| ---- | ---- | ---- | ---- | ---- | ---- | ---- |
| -    | -    | 434  | 416  | 428  | 424  | 378  |

|  |

### Communauté locale
En 1991, Oplećani faisait partie de la communauté locale d'Oplećani-Vedašić qui comptait 1 082 habitants, répartis de la manière suivante :